# Otomeria madiensis
Otomeria madiensis är en måreväxtart som beskrevs av Daniel Oliver. Otomeria madiensis ingår i släktet Otomeria och familjen måreväxter. Inga underarter finns listade i Catalogue of Life.